# Piazza Cavour (Gênes)
La Piazza Cavour est une place du centre historique de Gênes qui surplombe l'ancien port. Il fait partie du quartier de Molo et se trouve à quelques dizaines de mètres de l'historique Palazzo San Giorgio, siège à l'époque médiévale de l'une des premières banques d'Italie, la Banco di San Giorgio.
La place, à partir de laquelle commence la rocade de la mer (cours nommés d'après Maurizio Quadrio et Aurelio Saffi) qui la relie au quartier de Foce, a accueilli jusqu'en 2017 le marché aux poissons, principal centre de commerce de gros de produits de la pêche.

## Histoire
Aujourd'hui nommée d'après Camillo Cavour, la place est située au pied de la colline du Castello où, après des fouilles archéologiques, des vestiges préromains ont été découverts.
À l'époque de la Rome antique, selon l'historien Federico Donaver qui en a parlé dans son Le vie di Genova (Ed. Moderna, Gênes, 1912) il semble qu'elle ait été le lieu d'un amphithéâtre et le palais du gouvernorat.
Toujours selon l'historien Donaver, au Moyen Âge « les expéditions les plus glorieuses de la république de Gênes partaient du port, qui y avait son principal débarcadère. Ici étaient construits des navires et il y avait des abattoirs. » (la piazza Macelli di Soziglia est en fait à une courte distance) ; ainsi que des maisons des Embriaci (dont la tour des Embriaci est située à quelques dizaines de mètres vers l'église Santa Maria di Castello), « des Malloni, du Castello. À une certaine époque, il abritait également le marché aux herbes », puis s'est déplacé plus au nord en direction de Ravecca.

## Sites historiques
Les attractions touristiques de la place sont la Casa del Boia, la Palazzata de la Sottoripa voisine (c'est-à-dire l'ensemble d'anciens bâtiments à arcades qui longe une grande partie du front de mer du port), et les murs de Malapaga, c'est-à-dire le tronçon des anciens murs qui partait de Porta Siberia pour atteindre le Casone della Malapaga (situé précisément dans l'actuelle Piazza Cavour, où se trouve actuellement la caserne de la Guardia di Finanza), la prison où les débiteurs défaillants étaient enfermés.
Les remparts de Malapaga - comme le rapporte la liste des Rolli de Gênes (Patrimoine mondial de l'UNESCO) - sont presque entièrement visibles et préservés et ont servi de décor au film de René Clément avec Jean Gabin, Au-delà des remparts de Malapaga.

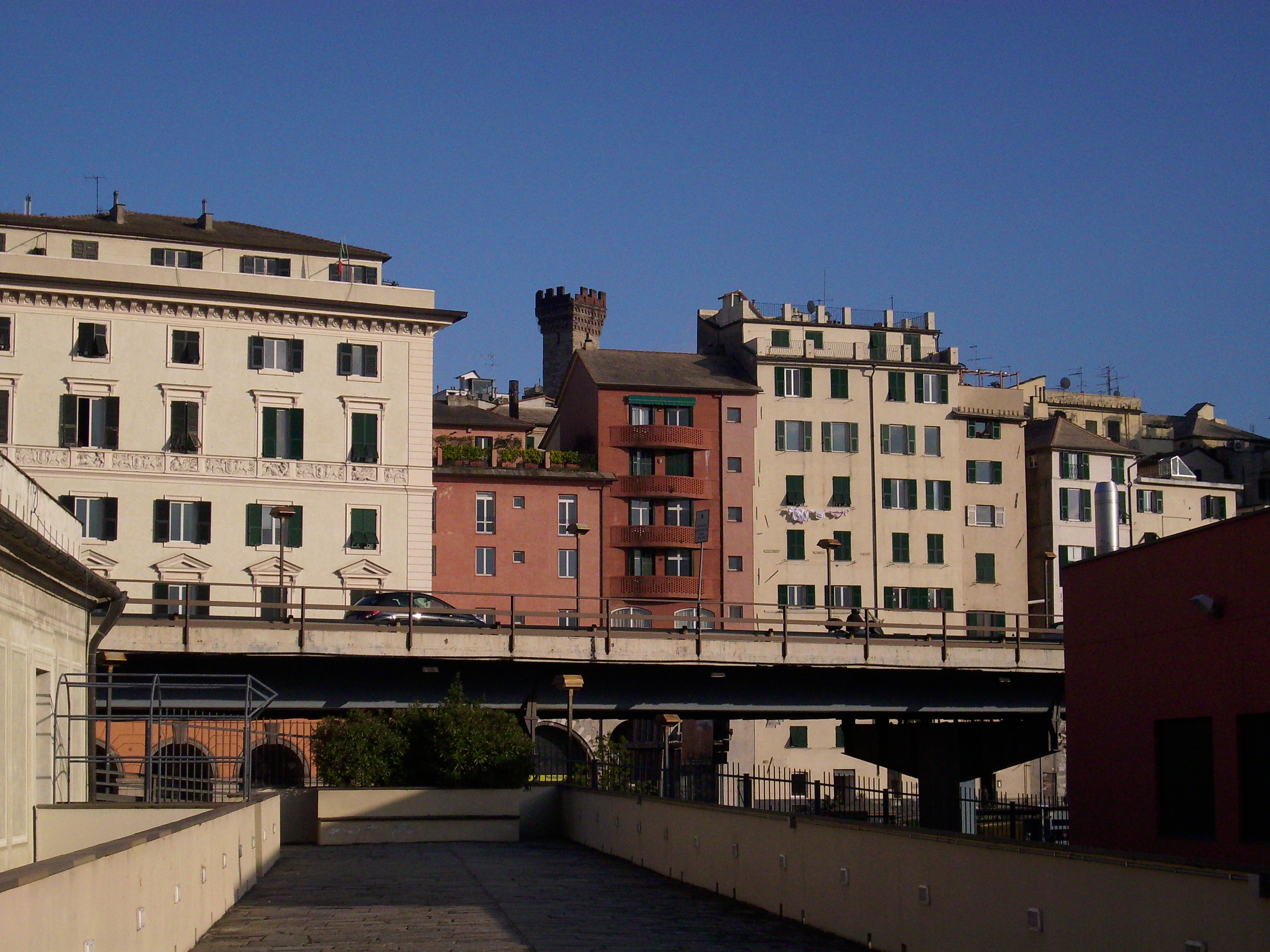
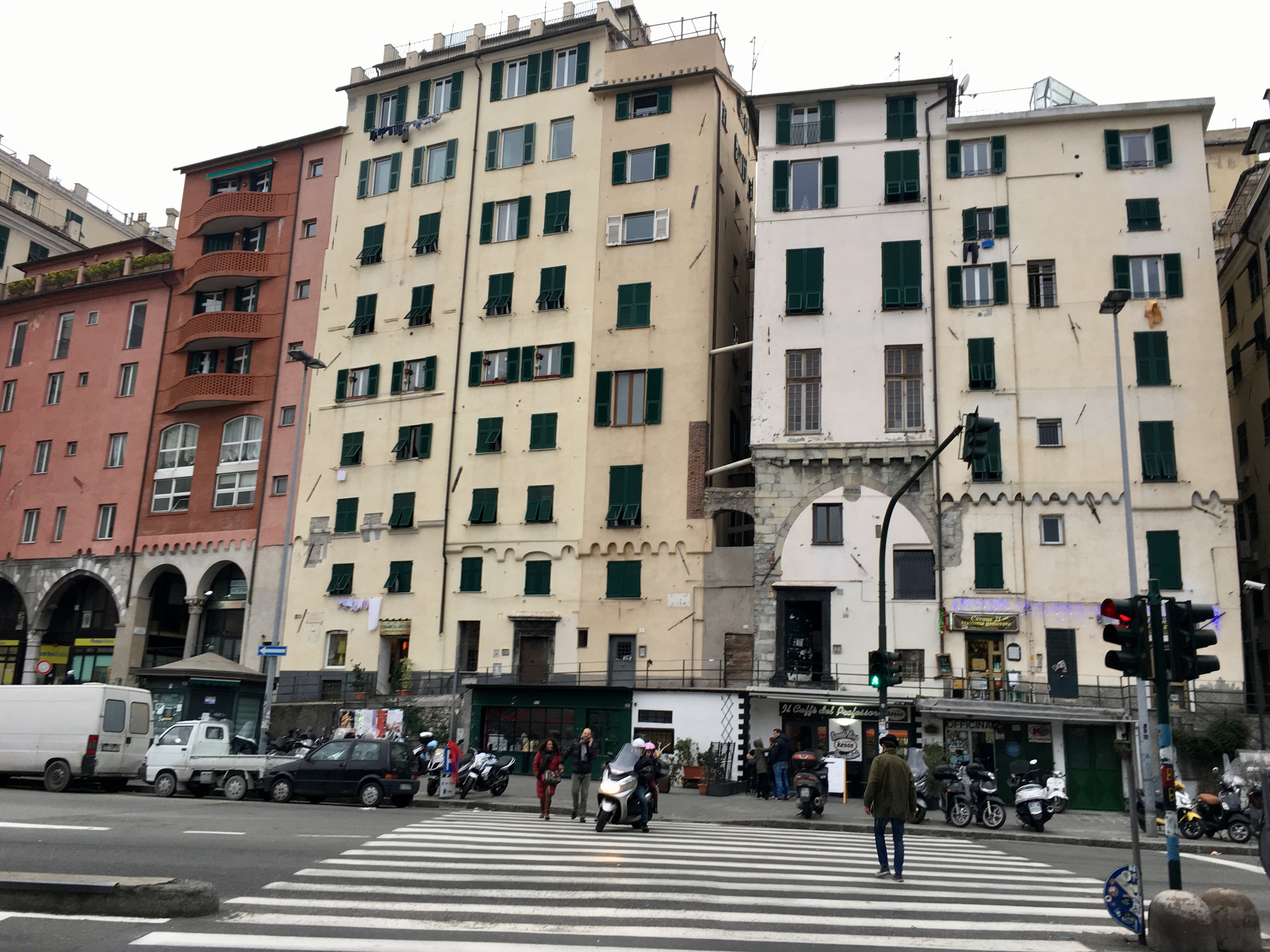
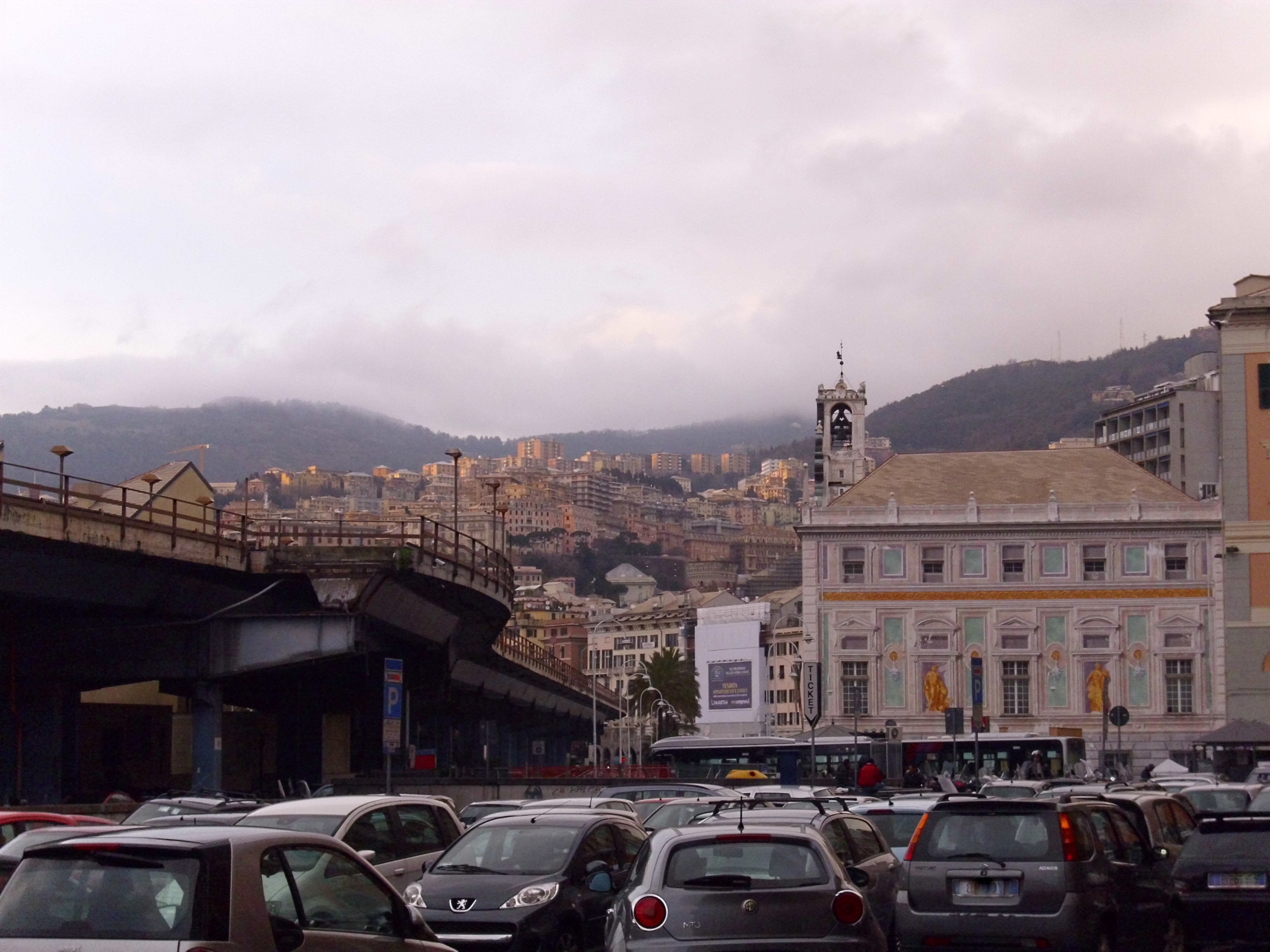